# Districtul Erlangen-Höchstadt
Districtul Erlangen-Höchstadt este un district rural (germană: Landkreis) din regiunea administrativă Franconia Mijlocie, landul Bavaria, Germania. Administrația districtului are sediul în orașul-district Erlangen (care deci nu ține de districtul Erlangen-Höchstadt).

## Orașe și comune
| orașe 1. Baiersdorf (7.106) 2. Herzogenaurach (23.047) 3. Höchstadt a.d.Aisch (14.064) comune (târg) 1. Eckental (14.179) 2. Heroldsberg (7.408) 3. Lonnerstadt (1.958) 4. Mühlhausen (1.682) 5. Vestenbergsgreuth (1.627) 6. Wachenroth (2.183) 7. Weisendorf (6.177) | comune 1. Adelsdorf (7.185) 2. Aurachtal (2.944) 3. Bubenreuth (4.470) 4. Buckenhof (3.279) 5. Gremsdorf (1.495) 6. Großenseebach (2.380) 7. Hemhofen (5.239) 8. Heßdorf (3.475) 9. Kalchreuth (3.033) 10. Marloffstein (1.634) 11. Möhrendorf (4.372) 12. Oberreichenbach (1.221) 13. Röttenbach (4.654) 14. Spardorf (1.931) 15. Uttenreuth (4.571) |

1. 1 2  GeoNames